# أيهان غوجلو
أيهان غوجلو (بالتركية: Ayhan Güçlü)‏ هو لاعب كرة قدم تركي في مركز الهجوم، ولد في 28 مارس 1990 في كليشي سو بوا في فرنسا. شارك مع فريق تركيا الوطني لكرة القدم للشباب ومنتخب تركيا تحت 19 سنة لكرة القدم. أما مع النوادي، فقد لعب مع أوفتاس سبور ورويال إكسل موسكرون ونادي إيفيان ونادي براشوف.

## وصلات خارجية
- أيهان غوجلو على موقع اتحاد تركيا (لاعب) (الإنجليزية)
- أيهان غوجلو على موقع قاعدة بيانات كرة القدم.إي يو (الإنجليزية)
- أيهان غوجلو على موقع Soccerway.com (الإنجليزية)